# Флер, Робер де
Робе́р де Флер (полное имя Робе́р Пельве́ де Ля Мотт Анго́, маркиз де Флер, фр. Robert Pellevé de La Motte-Ango, marquis de Flers; 25 ноября 1872 года, Пон-л’Эвек — 30 июля 1927 года, Виттель (фр.)) — французский журналист и драматург, дипломат, один из «популярнейших мастеров лёгкой комедии». По матери — внук историка и сенатора Розьера.

## Биография
Робер де Флер родился 25 ноября 1872 года в Пон-л’Эвеке. Выходец из известной старинной нормандской семьи, сын супрефекта Пон-л’Эвека. Обучался литературе и праву и предполагал стать дипломатом, прежде чем заняться литературой и журналистикой. Был одноклассником Марселя Пруста в Лицее Кондорсе в Париже, судьба надолго связала их дружбой. В 1901 году женился на Женевьеве Сарду, дочери драматурга Викторьена Сарду.
Путешествие по Востоку после окончания учёбы вдохновило де Флера на первые произведения: он пишет новеллу «La Courtisane Taïa et son singe vert», сказку «Ilsée, princesse de Tripoli» и путевые заметки «Vers l’Orient».
Де Флер был прежде всего драматургом. Вместе с Гастоном Арманом де Кайаве он написал несколько комедий: «Le Sire de Vergy» (1903), «Les Sentiers de la vertu» (1903), «Pâris ou le bon juge» (1906), «Miquette et sa mère» (1906), «Primerose» (1911), «L’Habit vert» (1913). В течение 15 лет их дуэт считался королём легкого жанра.
После смерти Кайаве в 1915 году де Флер оказался в одиночестве. В ходе Первой мировой войны ему довелось сыграть дипломатическую роль первого плана в отношениях Франции и Румынии. После войны он сотрудничал с Франсисом де Круассе: вместе они написали пьесы «Les Vignes du seigneur» (1923), «Les Nouveaux Messieurs» (1925), «Le Docteur miracle» (1926) и издли книжку оперетт «Ciboulette» (1923) на музыку Рейнальдо Ана. Последней, неоконченной из-за смерти де Флера пьесой этого дуэта стала комедия «Женевские жеманницы» (фр. Les Précieuses de Genève) — сатира на Лигу Наций.
Де Флер был также генеральным советником департамента Лозер. 3 июня 1920 года был избран членом Французской академии. С 1921 года — литературный директор газеты Le Figaro.
Робер де Флер скончался 30 июля 1927 года. Как «тонкого насмешника, честного человека в высоком смысле этого слова, остроумного и блестящего автора» охарактеризовал его Эдуар Эррио.

## Произведения

### Пьесы
- 1896 — La reine des reines, оперетта
- 1899 — Entre cœur et chair
- 1899 — Shakspeare!, водевиль-оперетта

#### В соавторстве с Гастоном Арманом де Кайаве
- 1901 — Les Travaux d’Hercule, опера-буфф
- 1902 — Chonchette, опера-буфф
- 1902 — Le cœur a ses raisons…, комедия
- 1903 — Le Sire de Vergy, опера-буфф
- 1903 — Les Sentiers de la vertu, комедия
- 1904 — La Montansier, историческая комедия (соавторы Гастон Арман де Кайаве и Анри Ибель)
- 1904 — Monsieur de La Palisse, опера-буфф
- 1905 — L’Ange du foyer, комедия
- 1906 — La Chance du mari, комедия
- 1906 — Pâris ou le Bon juge, oперетта
- 1906 — Miquette et sa mère, комедия // Микетта и её мать, дважды экранизирована
- 1907 — Fortunio, лирическая комедия
- 1907 — L’amour veille, комедия
- 1907 — L'Éventail, комедия
- 1908 — Le Roi, комедия
- 1909 — L'Âne de Buridan, комедия
- 1910 — Le Bois sacré, комедия
- 1911 — La Vendetta, лирическая драма
- 1911 — Papa, комедия
- 1911 — Primerose, комедия
- 1912 — L’Habit vert, комедия
- 1913 — La Belle Aventure, комедия (соавторы Гастон Арман де Кайаве и Этьенн Рей)
- 1914 — Béatrice, лирическая легенда
- 1914 — Monsieur Brotonneau
- 1923 — Cydalise et le Chèvre-pied, балет
- 1923 — Le Jardin du paradis, лирическая сказка

#### В соавторстве с Франсисом де Круассе
- 1920 — Le Retour, комедия
- 1923 — Les Vignes du Seigneur, комедия
- 1923 — Ciboulette, оперетта
- 1923 — Romance
- 1925 — Les Nouveaux Messieurs, комедия
- 1927 — Le Docteur Miracle
- 1929 — Le Souvenir
- 1929 — Les Précieuses de Genève

### Прочее
- 1896 — La Courtisane Taïa et son singe vert, новелла
- 1896 — Le Rire du Sphinx
- 1896 — Vers l’Orient, путевые заметки
- 1897 — Ilsée, princesse de Tripoli, сказка
- 1900 — Le Théâtre et la Ville, критические эссе
- 1920 — La Petite Table
- 1921 — Beaune, ses vins, son Hôtel-Dieu
- 1921 — Sur les chemins de la guerre. (France-Roumanie-Russie)
- 1922 — Hugues Delorme chez les fées
- 1922 — La Langue française et la Guerre
- 1928 — Le Sentiment religieux et la Science. Enquête auprès des membres de l’Académie des sciences